# تپه باستانی پرندک یک
تپهٔ باستانی پرندک یک مربوط به دوران پیش از تاریخ ایران باستان است و در شهرستان رباط کریم، روستای پرندک واقع شده و این اثر در تاریخ ۲۷ دی ۱۳۷۷ با شمارهٔ ثبت ۲۲۵۴ به‌عنوان یکی از آثار ملی ایران به ثبت رسیده است.